# Westgate (Iowa)
Westgate – miasto w Stanach Zjednoczonych, w stanie Iowa, w hrabstwie Fayette. W 2000 roku liczyło 234 mieszkańców.